# Франц фон Кьонигсег-Аулендорф
Франц Максимилиан Евзебиус фон Кьонигсег-Аулендорф (на немски: Franz Maximilian Eusebius Graf von Königsegg-Aulendorf; * 7 май 1669; † 17 февруари 1710 във Фогтия) от стария швабски благороднически род Кьонигсег е граф на Кьонигсег и Аулендорф. Кьонигсег днес е част от Гугенхаузен в Баден-Вюртемберг.
Той е син на граф Антон Евзебиус фон Кьонигсег-Аулендорф (1639 – 1692) и първата му съпруга графиня Доротея Геновефа фон Турн († 1671), дъщеря на граф Кристоф Рихард фон Турн и графиня Барбара Хелена фон Тун.
Баща му Антон Евзебиус се жени втори път на 13 юли 1672 г. в Зигмаринген за графиня Анна Мария фон Хоенцолерн-Зигмаринген (1654 – 1678), трети път 1679 г. за графиня Мария Анна Катарина фон Монфор-Тетнанг († 1686), и четвърти път на 1 септември 1688 г. за графиня Кристина Луция фон Хоенлое-Бартенщайн (1663 – 1713). Сестра му Мария Анна Евзебия фон Кьонигсег-Аулендорф (1670 – 1716) е омъжена на 5 февруари 1687 г. за граф Франц Антон фон Хоенцолерн-Зигмаринген-Хайгерлох (1657 – 1702, Фридлинген в битка).

## Фамилия
Франц Максимилиан Евзебиус фон Кьонигсег-Аулендорф се жени на 22 февруари 1693 г. във Виена за графиня Мария Антония Бройнер (* 12 август 1669, Виена; † 6 май 1740, Прусцка, Унгария), дъщеря на граф Зайфрид Кристоф Бройнер и фрайин Мария Барбара Бройнер. Те имат децата:
- Карл Зайфрид Евзебиус Фердинанд (* 8 май 1695; † 30 октомври 1765), женен на 29 януари 1720 г. за графиня Мария Фридерика Розалия Каролина фон Йотинген-Шпилберг (* 11 февруари 1733; † 28 юни 1796, Валдзее)
- Йохан Ернст Антон Евзебиус (* август 1696; † 1758), неженен
- Мария Барбара Елизабет (* 11 април 1698; † 17 септември 1735), омъжена на 7 февруари 1728 г. за Йохан Непомук, граф Подстатцки, фрайхер фон Прусиновитц († 1758) от Чехия
- Мария Антония Евзебия (* 20 декември 1700; † 1760, Инсбрук), омъжена на 14 септември 1729 г. за граф Йохан Франц Роман цу Шпаур и Флавон († 19 август 1752)